# Arco (vasút)

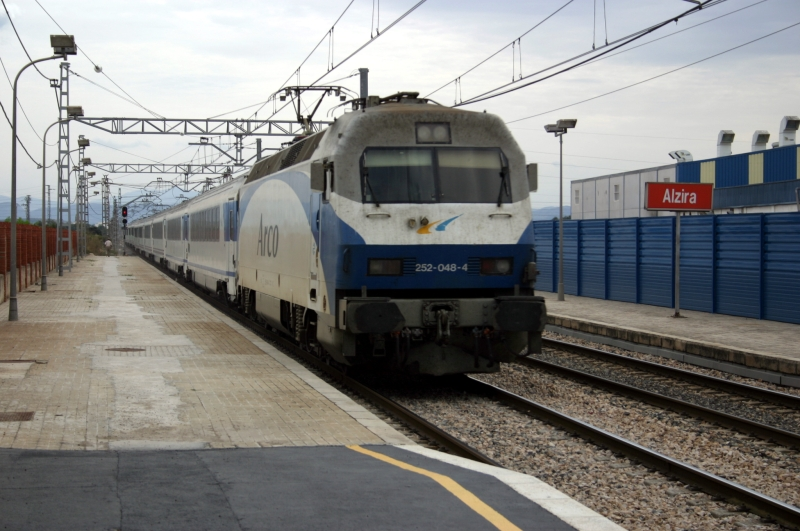
Arco 697 számú vonat Alzira állomáson (Valencia tartomány)

Az Arco egy  nagysebességű vasúti szolgáltatás márkaneve Spanyolországban. Egyike a RENFE nagysebességű vasúti szolgáltatásainak. Az Arco vonatok kapcsolatot teremtenek Barcelona, Málaga, Sevilla, Badajoz, Almería és Granada között.
Az Arco vonatok felújított RENFE B11x-10200 sorozatú személykocsikból állnak. Új forgóvázakat kaptak, melyek alkalmasak a 220 km/h sebességű közlekedésre is. Ezek a forgóvázak a CAF GC-1 forgóvázak módosított változatai, melyek nagyobb sebességet és kényelmet tesznek lehetővé.

## Műszaki adatok
- Üzemeltetett vonal: Mediterrán Folyosó, Baszkföld–Galicia
- Gyártó: RENFE, CAF
- Darabszám: 41
- Forgalomba állás: 1999
- Maximális sebesség: 220 km/h
- Menetrend szerinti sebesség: 200 km/h
- Villamos vontatás: 3 kV DC, felsővezeték
- Nyomtávolság: 1668 mm

## Útvonal
| Kiindulási állomás | Útvonal                          | Útvonal | Útvonal | Útvonal                                              | Végállomás |
| --- | -------------------------------- | ------- | --- | ---------------------------------------------------- | ---------- |
| La Coruña | Santiago de Compostela           | Orense  | Monforte de Lemos · La Rúa-Petín · El Barco de Valdeorras · Ponferrada · Bembibre · Astorga · León · Sahagún · Palencia · Burgos · Briviesca · Miranda de Ebro | Llodio                                               | Bilbao     |
| Vigo-Guixar1 | Redondela de Galicia · Guillarey | Orense  | Monforte de Lemos · La Rúa-Petín · El Barco de Valdeorras · Ponferrada · Bembibre · Astorga · León · Sahagún · Palencia · Burgos · Briviesca · Miranda de Ebro | Llodio                                               | Bilbao     |
| Vigo-Guixar1 | Redondela de Galicia · Guillarey | Orense  | Monforte de Lemos · La Rúa-Petín · El Barco de Valdeorras · Ponferrada · Bembibre · Astorga · León · Sahagún · Palencia · Burgos · Briviesca · Miranda de Ebro | Vitoria · Alsasua · Zumárraga · San Sebastián · Irún | Hendaya2   |
| 1: A Vigo–Bilbao (és vissza), valamint a Vigo–Irún–Hendaya (és vissza) vonalakon ugyanabban az időpontban érkeznek/indulnak Vigóból, egyetlen vonatot alkotva |                                  |         | |                                                      |            |
| 2: Galicia irányába a kiinduló állomások Bilbao és Hendaya helyett Bilbao és Irún                                                                             |                                  |         | |                                                      |            |

## Állomások listája
| Név                                | Közigazgatási egység   | Vasútvonal | Szolgáltatások                                               | Kép |
| ---------------------------------- | ---------------------- | --- | ------------------------------------------------------------ | --- |
| Estación de Almería                | Almería                | Linares-Baeza-Almería-vasútvonal | Arco Altaria Talgo                                           |     |
| Estación de Astorga                | Astorga                | León-A Coruña-vasútvonal Plasencia-Astorga-vasútvonal | Alvia Trenhotel Arco InterCity                               |     |
| Estación de Bembibre               | Bembibre               | León-A Coruña-vasútvonal | Alvia Trenhotel Arco InterCity                               |     |
| Estación de Briviesca              | Briviesca              | Madrid-Hendaya-vasútvonal | Arco InterCity Regional Exprés Media Distancia               |     |
| Estación de Burgos Rosa de Lima    | Burgos                 | Madrid-Hendaya-vasútvonal Madrid−Burgos-vasútvonal | Alvia Trenhotel InterCity Arco                               |     |
| Estación de El Barco de Valdeorras | O Barco de Valdeorras  | León-A Coruña-vasútvonal | Alvia Trenhotel Arco InterCity                               |     |
| Estación de Guillarey              | Guillarei              | Monforte de Lemos–Redondela-vasútvonal | Alvia Arco InterCity                                         |     |
| Estación de Irún                   | Irun                   | Madrid-Hendaya-vasútvonal | Alvia Arco TGV InterCity C-1 line Cercanías San Sebastián    |     |
| Estación de La Rúa-Petín           |                        | León-A Coruña-vasútvonal | Alvia Arco InterCity                                         |     |
| Estación de León                   | León                   | León-A Coruña-vasútvonal Venta de Baños-Gijón-vasútvonal León–Gijón-vasútvonal                                                                                  | Alvia Arco InterCity                                         |     |
| Estación de Miranda de Ebro        | Miranda de Ebro        | Madrid-Hendaya-vasútvonal Castejón-Bilbao-vasútvonal | Alvia Trenhotel Arco InterCity                               |     |
| Estación de Monforte de Lemos      | Monforte de Lemos      | León-A Coruña-vasútvonal Monforte de Lemos–Redondela-vasútvonal                                                                                                 | Alvia Trenhotel Arco InterCity                               |     |
| Estación de Orense-Empalme         | Ourense                | Zamora–La Coruña-vasútvonal Monforte de Lemos–Redondela-vasútvonal                                                                                              | Alvia Trenhotel Avant Arco InterCity Alta Velocidad Española |     |
| Estación de Palencia               | Palencia               | Palencia–Santander-vasútvonal Venta de Baños-Gijón-vasútvonal                                                                                                   | Alvia Trenhotel Arco InterCity                               |     |
| Estación de Ponferrada             | Ponferrada             | León-A Coruña-vasútvonal | Alvia Trenhotel Arco InterCity                               |     |
| Estación de Sahagún                | Sahagún                | Venta de Baños-Gijón-vasútvonal | Alvia Arco InterCity                                         |     |
| Estación de Santiago de Compostela | Santiago de Compostela | Redondela-Santiago de Compostela-vasútvonal Zamora–La Coruña-vasútvonal Atlanti-tengely nagysebességű vasútvonal Olmedo-Zamora-Galicia nagysebességű vasútvonal | Alvia Avant Arco                                             |     |
| Estación de Vigo-Guixar            | Vigo                   | Monforte de Lemos–Redondela-vasútvonal | Alvia Trenhotel Arco InterCity Celta                         |     |
| Estación de Vitoria                | Vitoria-Gasteiz        | Madrid-Hendaya-vasútvonal Anglo-Vasco-Navarro railway | Alvia Arco InterCity                                         |     |
| Estación de Zumárraga              | Zumarraga              | Madrid-Hendaya-vasútvonal | Alvia Arco InterCity C-1 line                                |     |